# Malwa
Malwa, forntida indiskt rike, under större delen av sin existens inom nuvarande delstaten Madhya Pradesh. Huvudstad var Dhar, som var ett hinduiskt kulturellt centrum under 800-talet till 1300-talet. Maharadjans palats byggt 1340 står ännu kvar.